# Venera 1
Venera 1 (russo: Венера-1) fu la prima sonda spaziale sovietica dell'omonimo programma per lo studio del pianeta Venere.
La Stazione Interplanetaria Automatica Venere-1 (questo il suo nome completo in italiano) era una sonda di 643,5 kg di peso, in gran parte costituita da un cilindro di 1,05 metri di diametro e sormontata da una cupola, per un totale di 2,035 metri di lunghezza.
L'apparato si staccò dalla superficie terrestre il 12 febbraio 1961 alle 00:34:36 (ora di Greenwich) a bordo di un vettore Molniya in partenza dal Cosmodromo di Baikonur. Il lancio della sonda era la seconda parte di un progetto in due fasi, la prima delle quali era il posizionamento dello Sputnik 8 all'interno di un'orbita stabile attorno al nostro pianeta; infatti, da questa posizione fu poi effettivamente reindirizzata la rotta della Venera verso il pianeta da esplorare. Si trattò di una dimostrazione, peraltro abbastanza riuscita, sulle qualità e sull'efficacia delle manovre per i lanci spaziali dall'orbita.
L'interno della sonda era una camera contenente quasi esclusivamente azoto alla pressione di 1,2 atmosfere, con un apparato di ventilazione per uniformare il calore che sarebbe derivato dall'irraggiamento solare. Dal cilindro si espandevano due pannelli solari, la cui azione ricaricava un banco di batterie zinco-argento.
La sonda era dotata di un'antenna parabolica di 2 metri per le comunicazioni tra Venere e Terra, che sarebbero state effettuate alla frequenza di 922,8 MHz, e di un illuminatore per antenna di 2,4 metri riguardante le comunicazioni in onde corte nelle prime fasi immediatamente successive al lancio.
Una struttura di antenne a quadripolo semidirezionale, montata sui pannelli solari, avrebbe fornito la telemetria essenziale e il comando a distanza dalla Terra durante l'intera missione, su una banda radio decimetrica polarizzata circolarmente.
La sonda era equipaggiata di una serie di strumenti tra cui un magnetometro, due schermi ionici per misurare il vento solare, sensori per micrometeoriti e un contatore Geiger a tubi per la misurazione della radiazione cosmica di fondo assieme a uno scintillatore a ioduri di sodio.
Furono condotte tre sessioni di misurazione telemetrica, raccogliendo dati sul vento solare e sui raggi cosmici rispettivamente vicino alla Terra, alla magnetopausa terrestre, e a una distanza di 1.900.000 km (19 febbraio 1961). Dopo la riprova sperimentale dell'esistenza del vento solare, già effettuata con la sonda Luna 2, la Venera-1 fornì la prima prova che il plasma è uniformemente presente nello spazio profondo. Sette giorni più tardi, la sessione telemetrica fallì. Il 19 e 20 maggio 1961, la Venera 1 passò entro 100.000 km da Venere ed entrò in un'orbita eliocentrica.
Con l'aiuto del radiotelescopio britannico a Jodrell Bank, nel giugno dello stesso anno alcuni debolissimi segnali della sonda furono identificati con un considerevole margine d'errore. Gli ingegneri sovietici giunsero alla conclusione che la sonda perse l'orientamento a causa del surriscaldamento del sensore di direzione solare.
La Venera-1 fu una pietra miliare nel design aerospaziale — fu in effetti la prima vera sonda interplanetaria propriamente detta. Durante la gran parte del suo volo, il suo sistema di stabilizzazione rotazionale, peraltro assoluta novità nell'ingegneria dell'epoca, era perfettamente funzionante: fu il primo oggetto spaziale costruito per correggere la propria angolazione in volo, sfruttando una costruzione a tre assi, due dei quali basati sull'osservazione del Sole e della stella Canopo. Se la sonda fosse giunta su Venere come previsto, avrebbe cambiato il proprio apparato orientativo, stabilizzandosi sulle proiezioni del Sole e della Terra, e usando per la prima volta un'antenna parabolica per ricevere e inviare dati.